# Сен-Жорж-де-Комье
Сен-Жорж-де-Коммьё (фр. Saint-Georges-de-Commiers) — коммуна во Франции, находится в регионе Рона — Альпы. Департамент коммуны — Изер. Входит в состав кантона Пон-де-Кле. Округ коммуны — Гренобль.
Код INSEE коммуны — 38388. Население коммуны на 2012 год составляло 2110 человек. Населённый пункт находится на высоте от 286 до 1 370 метров над уровнем моря. Муниципалитет расположен на расстоянии около 500 км юго-восточнее Парижа, 110 км юго-восточнее Лиона, 19 км южнее Гренобля. Мэр коммуны — Норбер Гримо, мандат действует на протяжении 2014—2020 гг.
Динамика населения (INSEE):